# Jimmy Pritchett
Jimmy Pritchett ist ein US-amerikanischer Rockabilly-Musiker.

## Leben
Pritchett wurde Anfang 1958 von Stan Kesler, Musiker und Toningenieur bei Sun Records, entdeckt. Kesler arrangierte im Frühjahr 1958 für Pritchett eine Session im Studio des Senders WHBQ in Memphis, Tennessee, hatte aber Schwierigkeiten mit der dortigen Ausrüstung, sodass er Sam Phillips’ Sun Studio buchte. Die Band, die Pritchett auf den beiden Songs That’s the Way I Feel / Nothing On My Mind begleitete, waren wahrscheinlich die Snearly Ranch Boys mit Smokey Joe Baugh am Klavier. Der übliche Schlagzeuger wurde an diesem Tag jedoch durch den Studiomusiker Jimmy Van Eaton ersetzt.
That’s the Way I Feel war ein schneller Rockabilly im typischen „Sun Sound“ mit einem für Baugh ungewöhnlich virtuosen Piano-Solo im Stil Jerry Lee Lewis’, während Pritchett auf der B-Seite (die von Ramon Maupin geschrieben wurde) von einem gewissen „Van“ gesanglich begleitet wurde. Die Identität dieses Sängers ist jedoch nicht geklärt (Billboard erwähnte weiblichen Hintergrundgesang). Die Single erschien im Mai 1958 auf Keslers Crystal-Label und bekam von Billboard positive Kritik, trotzdem wurde die Platte ein Misserfolg.
Pritchett verschwand danach aus dem Musikgeschäft.

## Diskografie
| 1958                    | That’s the Way I Feel / Nothing On My Mind                                 | Crystal 503 |
| Unveröffentlichte Titel |                                                                            |             |
| 1958                    | - That’s the Way I Feel (alt. Version) - Nothing On My Mind (alt. Version) |             |